# Lake Lenore
Lake Lenore es un pueblo canadiense situado en la provincia de Saskatchewan.

## Superficie
Lake Lenore tiene una superficie de 0,97 km².

## Demografía
En 2021, tenía 289 habitantes, una densidad poblacional de 299,1 hab./km², y 135 viviendas.